# 美濃加茂市立三和小学校廿屋分校
美濃加茂市立三和小学校廿屋分校（みのかもしりつ　みわしょうがっこう　つづやぶんこう）は、かつて岐阜県美濃加茂市に存在した公立小学校の分校。

## 概要
- 三和小学校の分校であり、現在の美濃加茂市三和町廿屋が校区であった。1955年時点での児童数は37名。1963年廃校。

## 沿革
- 1873年（明治6年） - 廿屋村に有朋義校が開校する。
- 1885年（明治18年） - 廿屋学校に改称する。
- 1886年（明治19年） - 廿屋簡易科小学校に改称する。
- 1890年（明治23年） - 廿屋尋常小学校に改称する。
- 1897年（明治30年）4月1日 - 川浦村、廿屋村、鹿塩村、および上川辺村の一部が合併し、三和村が発足。
- 1909年（明治42年）10月6日 - 川浦尋常小学校、廿屋尋常小学校、鹿塩尋常小学校を統合し、三和尋常小学校となる。旧・廿屋尋常小学校の校舎を使用して、三和尋常小学校廿屋分教場を設置。尋常科1～3年生が通学。
- 1911年（明治44年） - 三和尋常高等小学校廿屋分教場に改称する。
- 1941年（昭和16年）4月1日 - 三和国民学校廿屋分教場に改称する。
- 1947年（昭和22年）4月1日 - 三和村立三和小学校廿屋分校に改称する。
- 1954年（昭和29年）4月1日 - 太田町、古井町、伊深村、蜂屋村、山之上村、加茂野村、および三和村の一部（川浦、廿屋）と合併し、美濃加茂市が発足。同時に美濃加茂市立三和小学校廿屋分校に改称する。
- 1960年（昭和35年）11月 - 校舎を新築する。
- 1963年（昭和38年）
  - 1月頃 - 3月で定年退職する廿屋分校の主任教師に、廿屋地区住民は慰留をするが、不調に終わる。同時に廿屋分校の廃校が検討される。
  - 3月 - 廃校。